# Berberis wuyiensis
Berberis wuyiensis là một loài thực vật có hoa trong họ Hoàng mộc. Loài này được C.M.Hu mô tả khoa học đầu tiên năm 1986.